# 深圳警察博物馆
深圳警察博物馆（英文：Shenzhen Police Museum）为由深圳市公安局管辖以深圳警队历史为主题的博物馆，馆址位于广东省深圳市福田区侨城东路深圳警察机动训练支队校园内部，于2011年7月4日开馆，并对公众有限度开放。博物馆大楼为五层建筑物，总面积约2800平方米。博物馆除用于警队内部培训外，亦是深圳少年警队的基地之一。截止2015年4月，博物馆共接待观众268批，1.9万人次。

## 历史
2010年10月，深圳警方决定筹建深圳警察博物馆。

2011年7月4日，深圳警察博物馆正式建成开馆。

## 展览
博物馆以深圳警察历史时间线为主题进行布展，并分为三个专题展览。
- 革命战争年代的宝安人民公安保卫工作
- 巩固人民政权、保卫社会主义建设时期的宝安县公安工作
- 建立深圳经济特区以来的公安工作

## 展品收藏
博物馆共收藏1207件实物展品、照片580余幅。

### 重點展品
- 54式手枪──警队用于击杀活跃在龙岗爱联的黑社会头目“大头虫”的手枪[4]。

## 参观资讯
由于警察博物馆位于警校内部，平日并不对市民开放，公众唯有在每年的深圳警营开放日进行参观。

- 距离博物馆最近的公交站为警校站，市民可在此站下车步行前往。